# Nimda
Nimda (admiN baklänges) är en internetmask som slog till mot Windows-datorer och servrar 2001 och var då den mest spridda skadliga programkoden i sin klass någonsin. Nimda sprider sig genom e-brev, öppna datornätverk, besök på webbplatser, via körbara program samt genom att utnyttja brister i Microsofts IIS-servrar. Programkoden är skriven som en kombination av Melissa och Code Red.
Nimda är en väldigt aggressiv mask och räknas som ett av tidernas mest spridda malware. Numera är den dock inte något större hot. Över 2,3 miljoner datorer och servrar hann bli smittade inom loppet av 24 timmar när Nimda släpptes. Kostnaden för att rensa upp efter Nimda är hittills uppe i över 10 miljarder dollar.